# The Best of Fuel
The Best of Fuel è il primo album di raccolta del gruppo musicale statunitense Fuel, pubblicato il 13 dicembre 2005.

## Tracce
1. Hemorrhage (In My Hands) – 3:56
2. Won't Back Down (Bring You Hell Mix) – 3:23
3. Shimmer – 3:33
4. Bad Day – 3:15
5. Last Time – 3:42
6. Falls on Me – 4:13
7. Jesus or a Gun – 3:58
8. Sunburn – 4:23
9. Bittersweet – 3:51
10. Innocent – 3:40
11. Quarter – 3:39